# Mers-sur-Indre

Mers-sur-Indre este o comună în departamentul Indre, Franța. În 1 ianuarie 2022 avea o populație de 664 de locuitori.